# Aline (Oklahoma)
Aline è un comune degli Stati Uniti d'America, situato nello Stato dell'Oklahoma, nella Contea di Alfalfa.